# Lecithoceridae
Famille
Les Lecithoceridae sont une famille de petits lépidoptères. On les trouve à peu près partout dans le monde (dont sept espèces en France) mais la grande majorité d'entre eux vit dans l'écozone indomalaise et dans le sud de l'écozone paléarctique.
Cette famille est membre de la super-famille des Gelechioidea, et comprend trois sous-familles :
- Lecithocerinae
- Torodorinae
- Oditinae

qui comportent plus de 100 genres différents et 900 espèces.